# Тоберман, Чарльз
Чарльз Тоберман (англ. Charles Edward Toberman; 1880—1981) — американский застройщик (девелопер) Голливуда, известный как «Mr. Hollywood» и «Father of Hollywood», причастный к созданию более 30 проектов — театров, отелей, храма.

## Биография
Родился 23 февраля 1880 года в городе Симор, штат Техас, в семье Philip Toberman и Lucy Ann Blackburn Toberman. Его дядя Джеймс Тоберман был некоторое время мэром Лос-Анджелеса.
Чарльз обучался в течение трёх лет в сельскохозяйственном и механическом колледже Техаса (ныне Техасский университет A&M), затем — в бизнес-колледже Далласа (англ. Business College at Dallas).

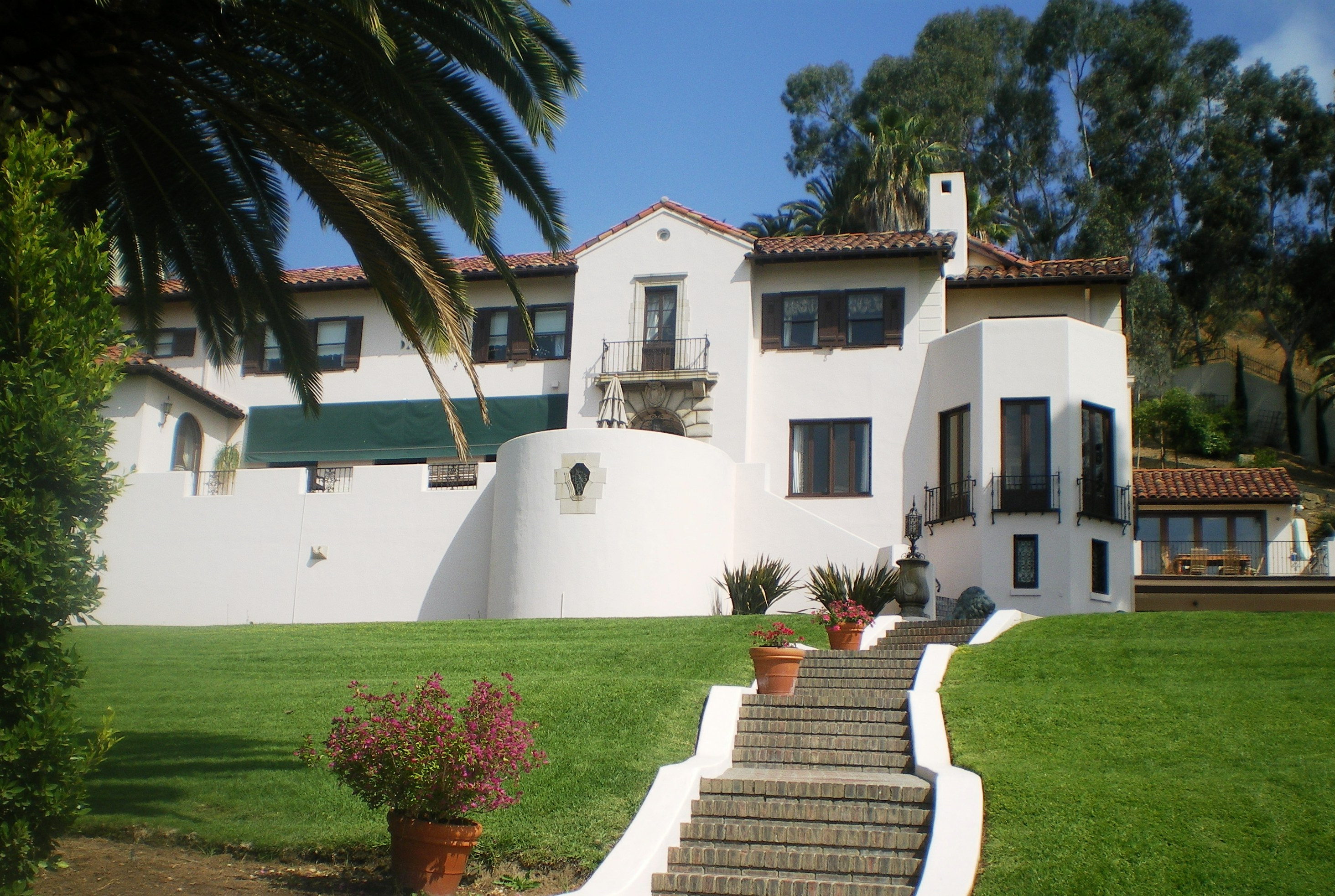
Особняк C.E. Toberman Estate, 2008 год

Свою карьеру начал в качестве стенографиста, работая в городе Уичито-Фолс и Далласе, штат Техас. В 1902 году переехал в Лос-Анджелес. Затем на короткое время возвращался в Уичито-Фолс и снова уехал в Лос-Анджелес, где занимал различные должности, в том числе городского казначея Голливуда. С 1907 года Тоберман работал в сфере недвижимости, в том числе в созданной им компании C.E. Toberman Company. Построил большое количество зданий в Голливуде и вплоть до выхода на пенсию управлял всем своим недвижимым имуществом из офиса в самом сердце Голливуда. В 1924 году он построил собственный особняк в испанском стиле особняк, известный как C.E. Toberman Estate. В 1928 году Чарльз Тоберман стал соучредителем военного института Black-Foxe Military Institute в Голливуде.
Умер 10 ноября 1981 года в Голливуде. Похоронен на городском кладбище Hollywood Forever Cemetery.
Его называли «Мистер Голливуд» и «Отец Голливуда» за роль в развитии Голливуда и многих его достопримечательностей, включая Голливуд-боул, Китайский театр Граумана, Театр Эль-Капитан, отель Рузвельта, египетский театр Граумана и масонский храм в Голливуде.

### Семья
С 25 июня 1902 года был женат на Josephine Washburn Bullock Toberman (1880—1970). У них было трое детей: Жанетт, Гомер и Кэтрин.